# هوخست، اتریش
هوکست  (به آلمانی: Höchst) یک منطقهٔ مسکونی در اتریش است که در ناحیه برگنتس واقع شده‌است. هوکست  ۲۰٫۱۵ کیلومتر مربع مساحت دارد ۴۰۳ متر بالاتر از سطح دریا واقع شده‌است.